# Creobroter
Creobroter (лат.) — род богомолов из семейства Hymenopodidae. Объединяет около 20 видов богомолов, обитающих в Юго-Восточной Азии. Имеют яркие пятна на надкрыльях. Этих богомолов часто содержат как домашних животных.

## Описание
Среднего размера богомолы. Окраска преимущественно зелёного цвета с ярким рисунком на надкрыльях. Крылья красные, хорошо развитые у обоих полов. Половой диморфизм умеренный, самцы немного меньше самок. Взрослые самцы имеют длину от 3 до 4 см, самки от 4 до 5 см.
Органы слуха расположены на средне- и заднегруди. Непарный орган на среднегруди воспринимает звуки с частотой 2—4 кГц, заднегрудной орган способен воспринимать более высокочастотные колебания — 25—40 кГц.

## Классификация
На февраль 2020 года в род включают следующие виды:
- Creobroter apicalis Saussure, 1869
  - = Creobroter elongatus Beier, 1929
- Creobroter celebensis Werner, 1931
  - = Creobroter inornatus Sjostedt, 1930
- Creobroter discifera Serville, 1839
  - = Creobroter lobatus Stal, 1877
- Creobroter episcopalis Stal, 1877
- Creobroter fasciatus Werner, 1927
- Creobroter fuscoareatus Saussure, 1870
- Creobroter gemmatus Saussure, 1869
- Creobroter granulicollis Saussure, 1870
- Creobroter insolitus Beier, 1942
- Creobroter jiangxiensis Zheng, 1988
- Creobroter labuanae Hebard, 1920
- Creobroter laevicollis Saussure, 1870
- Creobroter medanus Giglio-Tos, 1915
- Creobroter meleagris Stal, 1877
- Creobroter nebulosa Zheng, 1988
- Creobroter pictipennis Wood-Mason, 1878
- Creobroter signifer Walker, 1859
- Creobroter sumatranus de Haan, 1842
  - = Creobroter brunneri (Kirby, 1904)
  - = Creobroter sumatrana Brunner, 1898
- Creobroter urbanus Fabricius, 1775
- Creobroter vitripennis Beier, 1933